# Premio Goncourt de Poesía

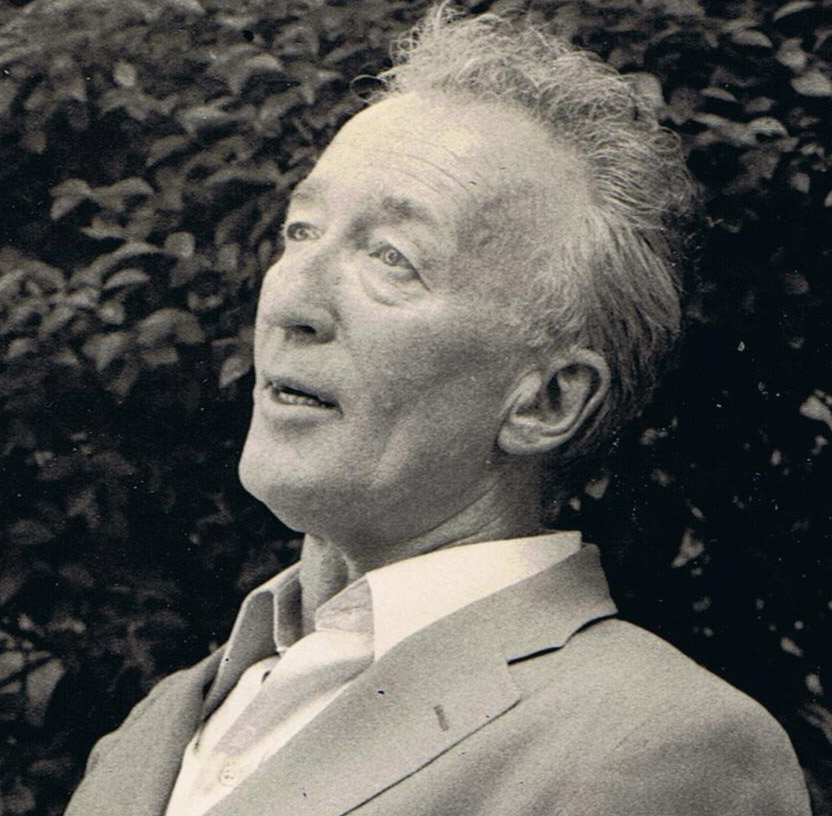
Claude Roy, primer galardonado

El Premio Goncourt de Poesía (en francés: Prix Goncourt de la poésie), oficialmente en 2018 Goncourt de Poesía Robert Sabatier (Goncourt de la Poésie Robert Sabatier) también conocido como Goncourt de Poesía y anteriormente como «bourse Goncourt de la poésie», es un premio literario francés otorgado cada año por la Academia Goncourt además del Premio Goncourt. Fue instituido en 1985 gracias al legado de Adrien Bertrand (Premio Goncourt en 1914). Este premio se otorga a un poeta por el conjunto de su obra y no por una colección u obra en particular, a diferencia del premio principal y de los demás premios Goncourt. En 2018 el premio recayó en la poeta luxemburguesa, Anise Koltz.

## Galardonados
Los premiados desde 1985 hasta 2018 han sido:
- 1985 : Claude Roy
- 1986 : edición pospuesta
- 1987 : Yves Bonnefoy
- 1988 : Eugène Guillevic
- 1989 : Alain Bosquet
- 1990 : Charles Le Quintrec
- 1991 : Jean-Claude Renard
- 1992 : Georges-Emmanuel Clancier
- 1993 : no otorgado
- 1994 : no otorgado
- 1995 : Lionel Ray
- 1996 : André Velter
- 1997 : Maurice Chappaz
- 1998 : Loránd Gáspár
- 1999 : Jacques Réda
- 2000 : Liliane Wouters
- 2001 : Claude Esteban
- 2002 : Andrée Chedid
- 2003 : Philippe Jaccottet
- 2004 : Jacques Chessex
- 2005 : Charles Dobzynski
- 2006 : Alain Jouffroy
- 2007 : Marc Alyn
- 2008 : Claude Vigée
- 2009 : Abdellatif Laâbi
- 2010 : Guy Goffette
- 2011 : Vénus Khoury-Ghata
- 2012 : Jean-Claude Pirotte
- 2013 : Charles Juliet
- 2014 : no otorgado
- 2015 : William Cliff
- 2016 : Le Printemps des Poètes
- 2017 : Franck Venaille
- 2018 : Anise Koltz
- 2019 : Yvon Le Men
- 2020 : Michel Deguy
- 2021 : Jacques Roubaud
- 2022 : Jean-Michel Maulpoix
- 2023 : Christian Bobin [nota 1]
  - Laura Vazquez
- 2024: Louis-Philippe Dalembert
- 2025: James Sacré